# 255257 Mechwart
255257 Mechwart este un asteroid din centura principală de asteroizi.

## Descriere
255257 Mechwart este un asteroid din centura principală de asteroizi. A fost descoperit pe 4 noiembrie 2005 la Piszkesteto de Krisztián Sárneczky. Asteroidul prezintă o orbită caracterizată de o semiaxă mare de 3,02 ua, o excentricitate de 0,08 și o înclinație de 11,6° în raport cu ecliptica.